# Сантана-ду-Ливраменту
Сантана-ду-Ливраменту (порт. Sant'Ana do Livramento) — муниципалитет в Бразилии, входит в штат Риу-Гранди-ду-Сул. Составная часть мезорегиона Юго-запад штата Риу-Гранди-ду-Сул. Входит в экономико-статистический микрорегион Кампанья-Сентрал. Население составляет 98 681 человек на 2006 год. Занимает площадь 6 950,370 км². Плотность населения — 14,2 чел./км².

## История
Город основан в 1823 году.

## Статистика
- Валовой внутренний продукт на 2003 составляет 506.772.133,00 реалов (данные: Бразильский институт географии и статистики).
- Валовой внутренний продукт на душу населения на 2003 составляет 5.329,45 реалов (данные: Бразильский институт географии и статистики).
- Индекс развития человеческого потенциала на 2000 составляет 0,803 (данные: Программа развития ООН).

## География
Климат местности: субтропический.